# Янис Кунелис
Янис Кунелис (на гръцки: Γιάννης Κουνέλλης; на италиански: Jannis Kounellis) е италиански художник от гръцки произход и германски преподавател.
Той е сред създателите и основните представители на художественото течение Arte Povera.
== Биография ==Accademia di belle arti di Roma
Роден е в Пирея, Гърция на 23 март 1936 г. Детството му преминава в родината му, окупирана от Фашистка Италия. Двадесетгодишен напуска родината си и се установява в Рим през 1956 г. Завършва Академията за изящни изкуства (Accademia di belle arti di Roma) в Рим.
Първата самостоятелна изложба на Кунелис е организирана, докато още е студент. Озаглавена „L’alfabeto di Kounellis“, тя е разположена в Galleria la Tartaruga в Рим през 1960 г. След нея Кунелис се радва на интерес от галериите и музеите по цял свят. Световно признание получава през втората половина на 1960-те като един от създателите и основните представители на движението Arte Povera, чиито представители се противопоставят на традиционните естетически ценности и използват за творбите си всекидневни материали.
Работи също като илюстратор на книги, театрален сценограф, драматург. Преподава в Художествената академия в Дюселдорф от 1993 до 2001 г.
Умира в болницата „Вила Мафалда“ в Рим на 16 февруари 2017 г..

## Творчество
През 1967 г. инсталира около живописните си платна в галерията живи птици в клетки.
През 1969 г. излага 12 живи коне в Galleria l'Attico, като ги разполага така, сякаш са автомобили на изложение. През 1971 г. Акиле Бонито Олива го кани да участва в Парижкото биенале. Взима участие в „Документа 5“ с „Индивидуалните митологии: процеси“ през 1972 г. и в „Документа 7“ в Касел през 1982 г.
В средата на 1970-те години създава инсталации, които се състоят от парчета от статуи, натрупани в рамките на врати или на маси и стелажи. В една от тях през 1980 г. каменните и гипсови скулптури са разпознаваеми като богове, богини и воини, но така нахвърляни и в безредица те са образ на разрушения културен порядък.
Сред представителните му самостоятелни изложби в големи галерии и музеи са изложбите в Музея за цикладско изкуство в Атина (2012), Тейт Модърн в Лондон (2009), Neue Nationalgalerie в Берлин (2007), Albertina във Виена (2005), Museo Nacional Centro de Arte Reina Sofia в Мадрид (1996), Castello di Rivoli в Торино (1988), Whitechapel Art Gallery в Лондон (1982) и Stedelijk Van Abbemuseum в Айндховен (1981).

### Венецианско биенале
За първи път е поканен като участник във Венецианското биенале през 1972 г., след което се превръща в редовен гост на това престижно международно изложение.
Изданието The Art Newspaper интервюира Кунелис през април 2010 г., скоро след като е обявено, че той ще вземе участие в първия павилион на Ватикана на Венецианско биенале, през следващата 2011 г. Когато го питат какво мисли за призива на Папа Бенедикт XVI към художниците да се впуснат в „търсенето на красотата“, Кунелис заявява: „Гърците обичат да казват, че красотата е като времето, променя се постоянно: човек може да бъде красив сутрин и не толкова красив следобед. Не съществува „форма“ на красотата. Формотворчеството или яснотата, от друга страна, са част от семейството на красотата. Обичането също е част от това семейство. Ако Църквата казва нещо подобно, ако тя говори за красотата в този смисъл, аз съм на страната на Църквата. Но ако под красота тя разбира нещо друго, аз съм против.“

### Произведения в Каталония
За първи път Кунелис създава произведения за Барселона в галерия „Joan Prats“ през 1989 г. и инсталация в галерия „Carles Taché“ през 2008 г.
Във връзка с XXV летни олимпийски игри през 1992 г. осъществява инсталацията „Balança romana“ в Барселона през 1992 г. като част от т.нар. „градски конфигурации“. Инсталацията е изработена от греди, които свързват каскада от висящи стоманени везни, на всяка от които има 2 чувала, пълни с кафе на зърна: алегория за стария пристанищен док. Инсталацията остава 5 години с първоначалното си местоположение, но през 2007 г., след изграждането на нова сграда, е преместена на нов адрес между улиците „Мигел Боерa“, „Конрериa“ и „Андрея Дориa“, в близост до Градския център Барселонета.

## Признание
Носител е на австрийската държавна награда в чест на Оскар Кокошка (1994).

## За него
- Mary Jane Jacob, Jannis Kounellis. Chicago, Museum of Contemporary Art, 1986. ISBN 978-0-933856-23-3
- Jean Frémon, Poids et mesures, Galerie Lelong, Paris, 1989
- Meneguzzo M. éd. Kounellis, Skira, Milan, 1997
- Jean Frémon, Le Corps du délit, galerie Lelong, Paris, 1998
- Kounellis, Charta, Milan, 2002
- Enrique Juncosa, Jean Frémon et Yannis Kounellis, Kounellis, galerie Lelong, Paris, 2002
- Dieter Roelstraete and Jan Hoet, Jannis Kounellis. Milan, Charta, 2002. ISBN 978-88-8158-386-7
- Moure G. éd. Yannis Kounellis, Electa Mondadori, Milan, 2003
- Stephen Bann, Jannis Kounellis. Berlin, Reaktion Books, 2004. ISBN 978-1-86189-152-5
- Ines Goldbach, Wege aus der Arte Povera. Jannis Kounellis im Kontext internationaler Kunstentwicklung. Berlin, Gebrüder Mann Verlag, 2010. ISBN 978-3-7861-2620-1
- Marc Schep, Kounellis. Stations on an Odyssey 1969-2010, Munich, Prestel, 2010 ISBN 978-3-7913-6278-6
- „Jannis Kounellis. La cultura è il sangue. Dialogo con Alfredo Pirri“. alfabeta2, n.1, luglio 2010, pag.23
- Achille Bonito Oliva, „Kounellis, la libertà liberata“, alfabeta2, n.1, luglio 2010, pag.26
- Bruno Corà, Annamaria Maggi, Ruggero Martines, Jannis Kounellis. Milan, Silvana, 2011. ISBN 978-88-366-1801-9
- „Jannis Kounellis“, MozArt – quadrimestrale a cura di Bruno Corà, Perugia, 3Arte – Ali&no editrice, n.1, giugno 2012, pag. 15 ISBN 978-88-6254-092-6
- Annegret Laabs, Jannis Kounellis. Berlin, Jovis, 2012. ISBN 978-3-86859-206-1
- Mario Codognato, Mirta D'argenzio, Jannis Kounellis: Echoes in the Darkness. London, Trolley Books, 2012. ISBN 978-0-9542079-4-6